# 16 Pułk Armat Polowych (austro-węgierski)
Pułk Armat Polowych Nr 16 (niem. Feldkanonenregiment Nr. 16) – pułk artylerii polowej cesarskiej i królewskiej Armii.

## Historia pułku
1 maja 1885 roku w Edelény na bazie Pułku Artylerii Polowej Nr 10 został utworzony 11 Ciężki Dywizjon (niem. 11. Schwere Batterie-Division) pod komendą ppłk. Adolfa Beera, a od 1887 roku mjr. Johanna Thüra, który 1 stycznia 1890 roku został mianowany podpułkownikiem, a 11 czerwca 1892 roku pułkownikiem.
1 stycznia 1894 roku dywizjon został przeformowany w 16 Pułk Artylerii Dywizyjnej (niem. 16. Divisions-Artillerie-Regiment). Pułk razem z kadrą zapasową nadal stacjonował w Edelény na terytorium 6 Korpusu i wchodził w skład 6 Brygady Artylerii Polowej.
W 1895 roku pułk razem z kadrą zapasową został przeniesiony do Koszyc (węg. Kassa, niem. Kaschau) na terytorium 6 Korpusu i nadal wchodził w skład 6 Brygady Artylerii Polowej.
W 1905 roku pułk razem z kadrą zapasową został przeniesiony do Łuczeńca (węg. Losoncz) na terytorium 6 Korpusu.
6 kwietnia 1908 roku oddział został przemianowany na Pułk Armat Polowych Nr 16.
W latach 1913–1914 pułk stacjonował w Łuczeńcu na terytorium 6 Korpusu i wchodził w skład 27 Dywizji Piechoty, a pod względem wyszkolenia był podporządkowany komendantowi 6 Brygady Artylerii Polowej.
W 1917 roku oddział został przemianowany na Pułk Artylerii Polowej Nr 16.

## Skład
- Dowództwo
- 4 x bateria po 6 armat 8 cm FK M.5.
- bateria rezerwowa.

## Komendanci pułku
- ppłk SG Árpád Páter (1894[11] → szef Biura Telegraficznego Sztabu Generalnego)
- ppłk / płk Anton von Mindl (1894 – 1897)
- ppłk Karl Demel (1897 – 1900 → stan spoczynku w stopniu tytularnego pułkownika)
- ppłk / płk Ferdinand Goglia von Zlota Lipa (1900[12] – 1906 → komendant 2 Pułku Artylerii Korpuśnej)
- ppłk / płk Desiderius Moys von Ludrova (1906 – 1910)
- ppłk / płk Heinrich Wagner (1910 – 1913)
- ppłk Karl Schiller von Schildenfeld (1914[9])